# 福者ウミルタとその生涯の物語
『福者ウミルタとその生涯の物語』（ふくしゃウミルタとそのしょうがいのものがたり、伊: Beata Umiltà e storie della sua vita、英: Saint Humility and Scenes from Her Life）は、イタリア・ゴシック期のシエナ派の画家ピエトロ・ロレンツェッティが1335-1340年ごろ、金地の板上にテンペラで制作した絵画である。聖人伝を主題とした三連祭壇画となっており、ファエンツァ出身の女性で、後に修道女となった福者ウミルタ (イタリア語で「謙虚」の意味) と彼女の生涯の物語が描かれている。作品は、フィレンツェのウフィツィ美術館に所蔵されている。

## 作品
ファエンツァの貴族階級出身の福者ウミルタ (1226-1310年) は、フィレンツェに赴き、ヴァロンブローザ (Vallonbroza) 会派の女子修道院である「福音書記者聖ヨハネ修道院」を設立した。彼女は「ファエンツァの女性福音書記者聖ヨハネ」と呼ばれた。中央パネルのウミルタは自身の会派の衣服を身に着け、手には本と彼女の栄光の象徴であるシュロの葉を持った姿で描かれている。頭部は羊の皮で覆われているが、それは彼女の会派の徽章であり、彼女を典型的に表す図像的象徴でもある。彼女の身体の下の左側には祈りの姿の女性が描かれており、おそらく本作の依頼者である。
中央パネルを取り囲む数々のパネルには、ウミルタの生涯の物語を表す場面が描かれている。最初に彼女が会派に改宗する以前に会派の衣服を身に着ける場面に始まって、彼女がファエンツァの修道院で起こした奇蹟、彼女のフィレンツェまでの旅、1282年のフィレンツェの城壁外における福音書記者聖ヨハネ修道院の設立、彼女の死、司祭によって執り行われた葬儀までが描かれている。物語の生き生きとした場面は建築物や風景のリアルな細部に満ちており、文字の読める人々がわずかであった時代の教育的目的が強調されている。技法的には、素描の非常な明確さがシエナ派の洗練された色彩と結びつき、叙述的な描写をいっそう鋭いものにしている。
この祭壇画は分解されてしまっており、現在では額縁、2つの尖塔部分および2つの場面を表すパネルが欠如している (それら2つのパネルはベルリン絵画館に所蔵されている)。祭壇画は1529年まで福音書記者聖ヨハネ修道院にあったが、フィレンツェが神聖ローマ皇帝カール5世の軍に包囲された際、修道女たちは修道院を離れた。そして、サン・サルヴィ (San Salvi) の修道院にたどり着き、本作を含む最重要の宝物を持ち込んだ。

## ベルリン絵画館の2点のパネル

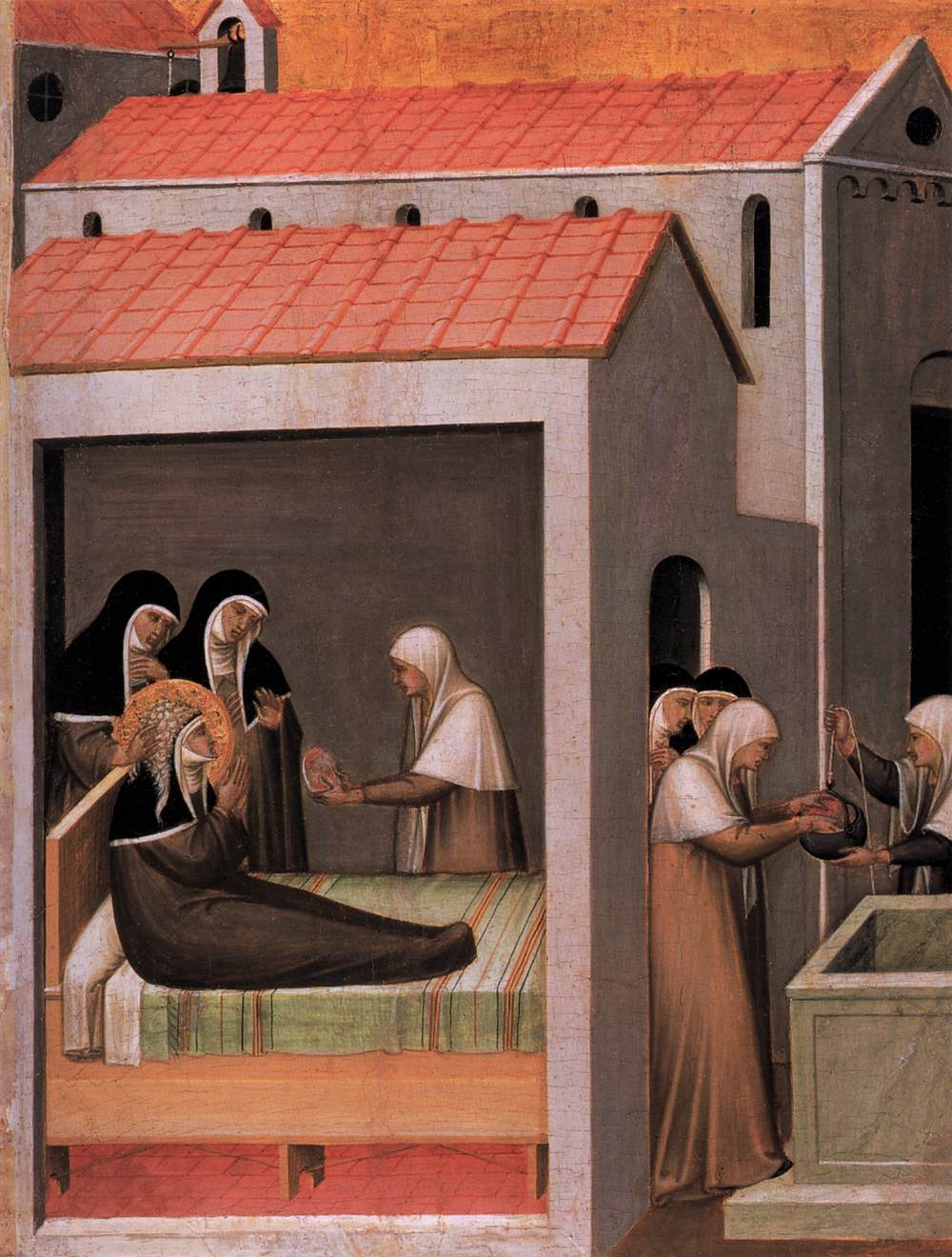
「氷の奇蹟」
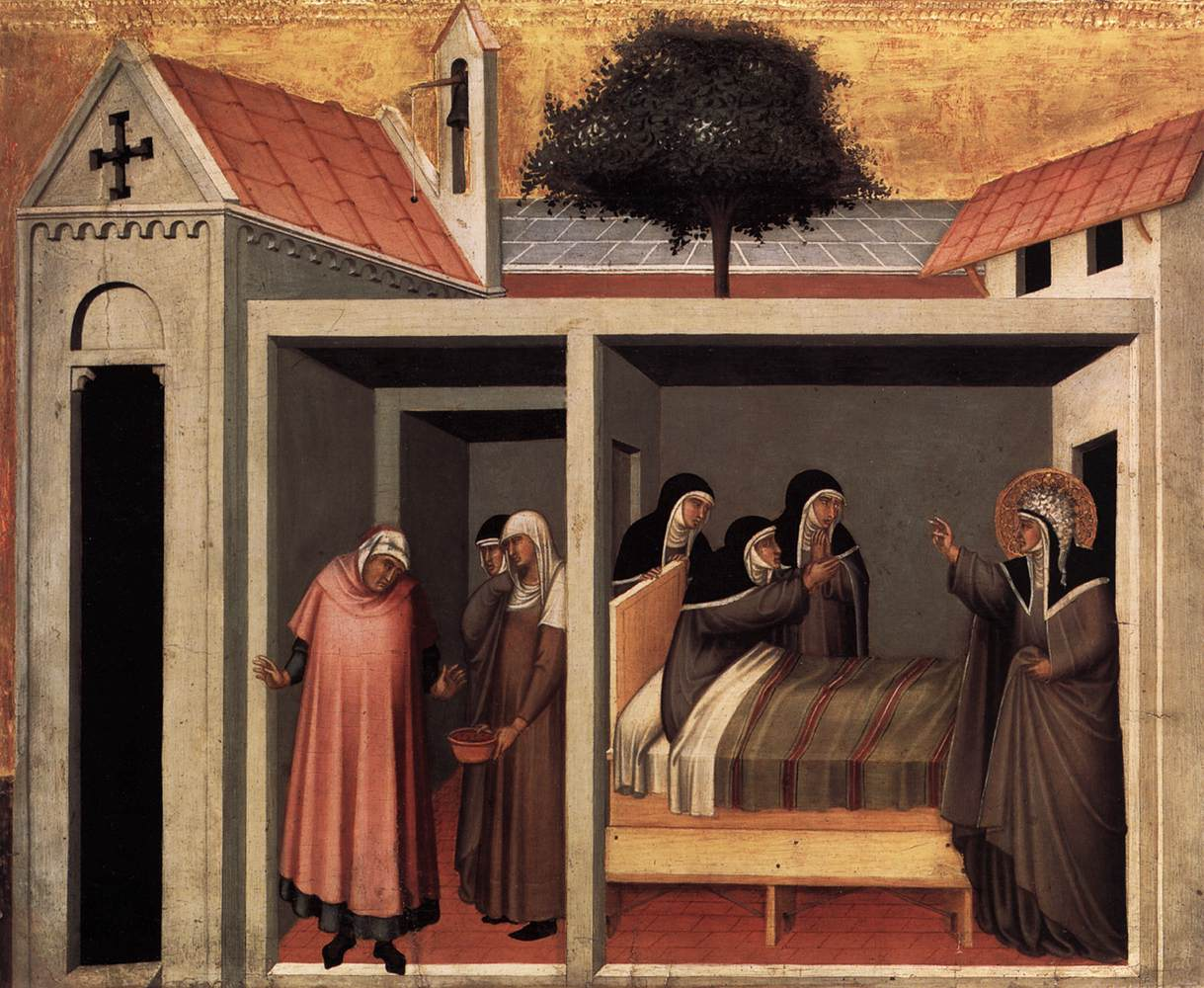
「修道女の治癒」